# Messe Mühlviertel

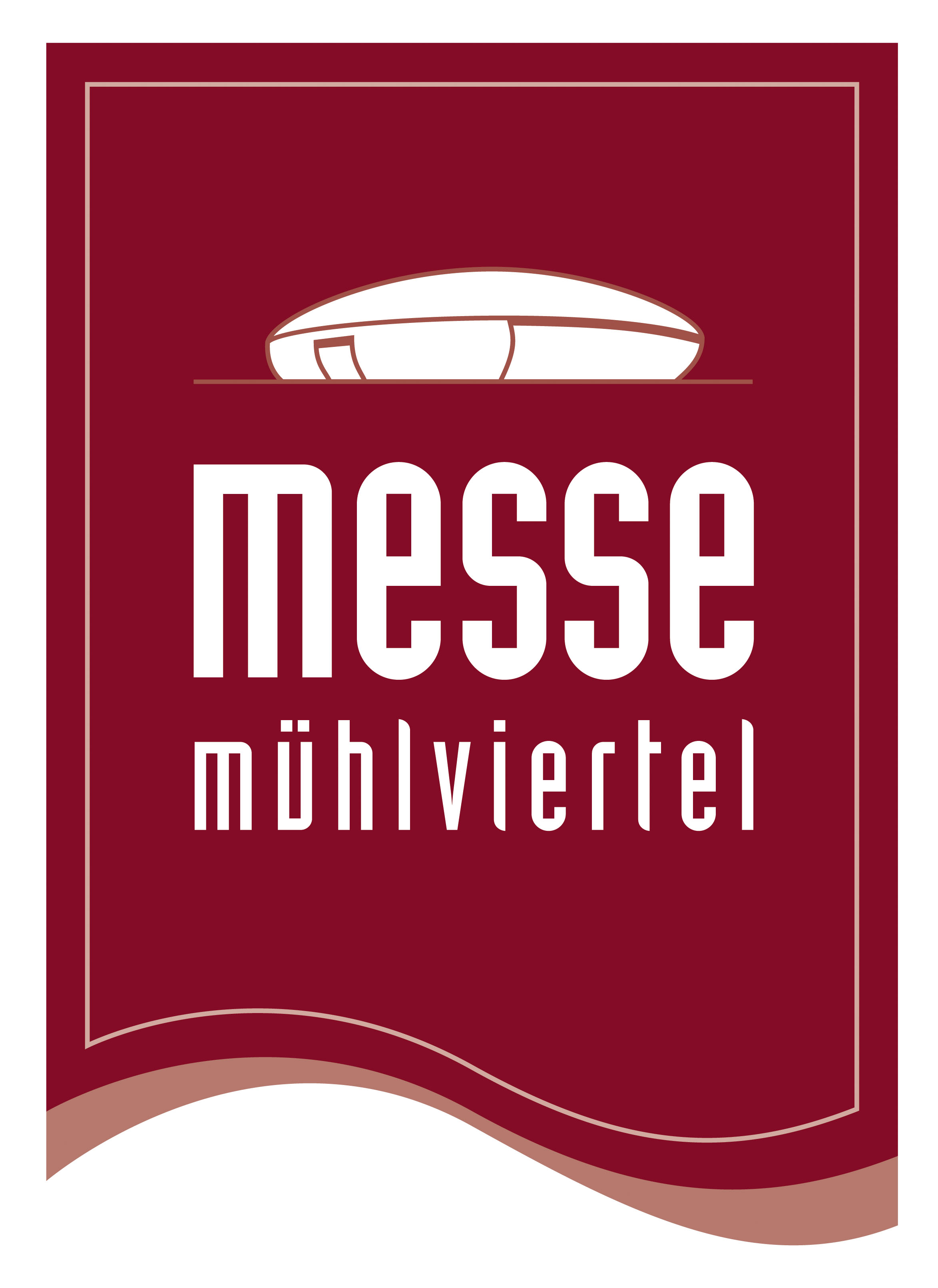
Logo der Messe

Die Messe Mühlviertel fand erstmals 1862 statt und war damit die älteste Messe in Oberösterreich. Die Messe fand bis 2013 jährlich Mitte August in Freistadt (Mühlviertel) statt.

## Geschichte
Die Freistädter Bürger entwickelten Initiativen gegen den wirtschaftlichen Verfall nach dem Verlust der Privilegien nach dem Dreißigjährigen Krieg. Hinzu kam, dass mit der Pferdeeisenbahn Linz-Budweis der Salzhandel nicht mehr die Stadt berührte, die dadurch wirtschaftlich weiter an Bedeutung verlor.
Der Aufschwung sollte nicht durch Privilegien und Subventionen möglich werden, sondern durch eigene Ideen. Man förderte die Landwirtschaft und das Gewerbe, durch die Konkurrenz wurden die Leistungen gesteigert. Dies spiegelte sich in der ersten Ausstellung der Obderennsischen Landwirtschaftsgesellschaft wider. Das Jahr 1862 war die Geburtsstunde für die Freistädter Messe (heute: Messe Mühlviertel). Als Meilenstein für die Messe gilt das Jahr 1931, die damalige Ausstellung wirkte weit über die Landesgrenzen hinaus und legte den Grundstein für die heutige Mühlviertler Messe. In der Anfangszeit wurde die Messe im vierjährlichen und bis 2007 im zweijährlichen Rhythmus im August veranstaltet.
2007 und 2008 wurde die Messe von Eco Messen GmbH im September veranstaltet, seit 2009 vom Messeveranstalter Konvers Marketing GmbH. Mit dem neuen Messeveranstalter wurde die Messe wieder auf den ursprünglichen Termin Mitte August verlegt und die Messe in ein Volksfest geändert.

## 2009 bis 2013

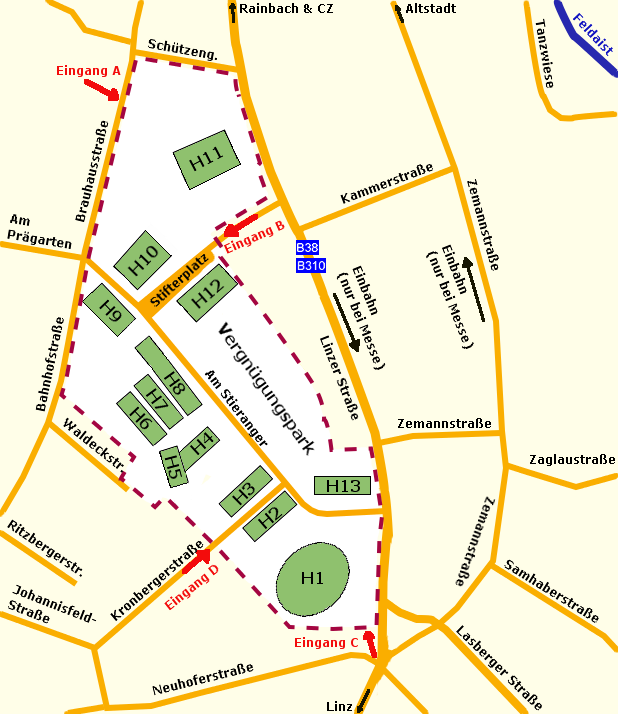
Übersichtsplan bis 2008 (heute ohne H10 & H11)

Von 2009 bis 2013 war die Mühlviertler Messe die größte und bedeutendste Veranstaltung in Freistadt und weit über die Grenzen der Stadt bekannt. 2010 besuchten rund 40.000 Gäste aus dem Mühlviertel, dem Zentralraum, aus dem benachbarten Niederösterreich und aus dem bayerischen und südböhmischen Raum die Messe. Rund 200 Aussteller präsentieren ihre Produkte auf ca. 20.000 Quadratmeter Ausstellungsfläche. Neben den insgesamt acht Messehallen und dem Freigelände steht ein Vergnügungspark zur Verfügung. Alle acht Messehallen sind in fester Bauweise errichtet und werden in der messefreien Zeit anderweitig genutzt. Lediglich die Gastro-Halle (Festzelt) wird nur für die Dauer der Messe aufgestellt.

### Schwerpunktthemen
Die Aussteller präsentierten Produkte aus folgenden Bereichen (Stand 2010):
- Bauen und Wohnen
- Energiesparen
- Gesundheit & Wellness
- Haushalt
- Landwirtschaft
- Genuss & Gourmet
- Mode – Trachtenmode
- Handwerk – Kunsthandwerk

## Messehalle

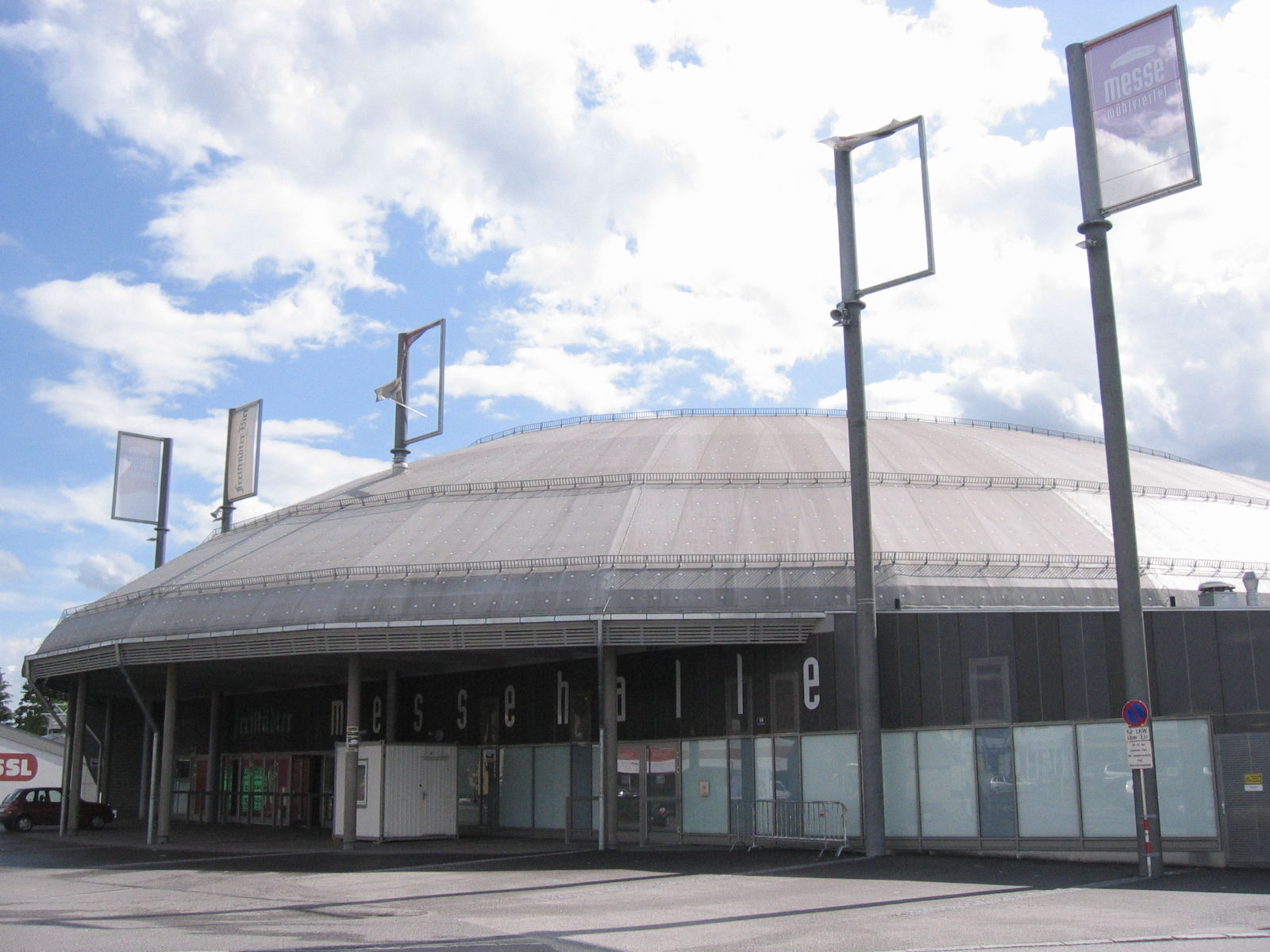
Messehalle – Außenansicht

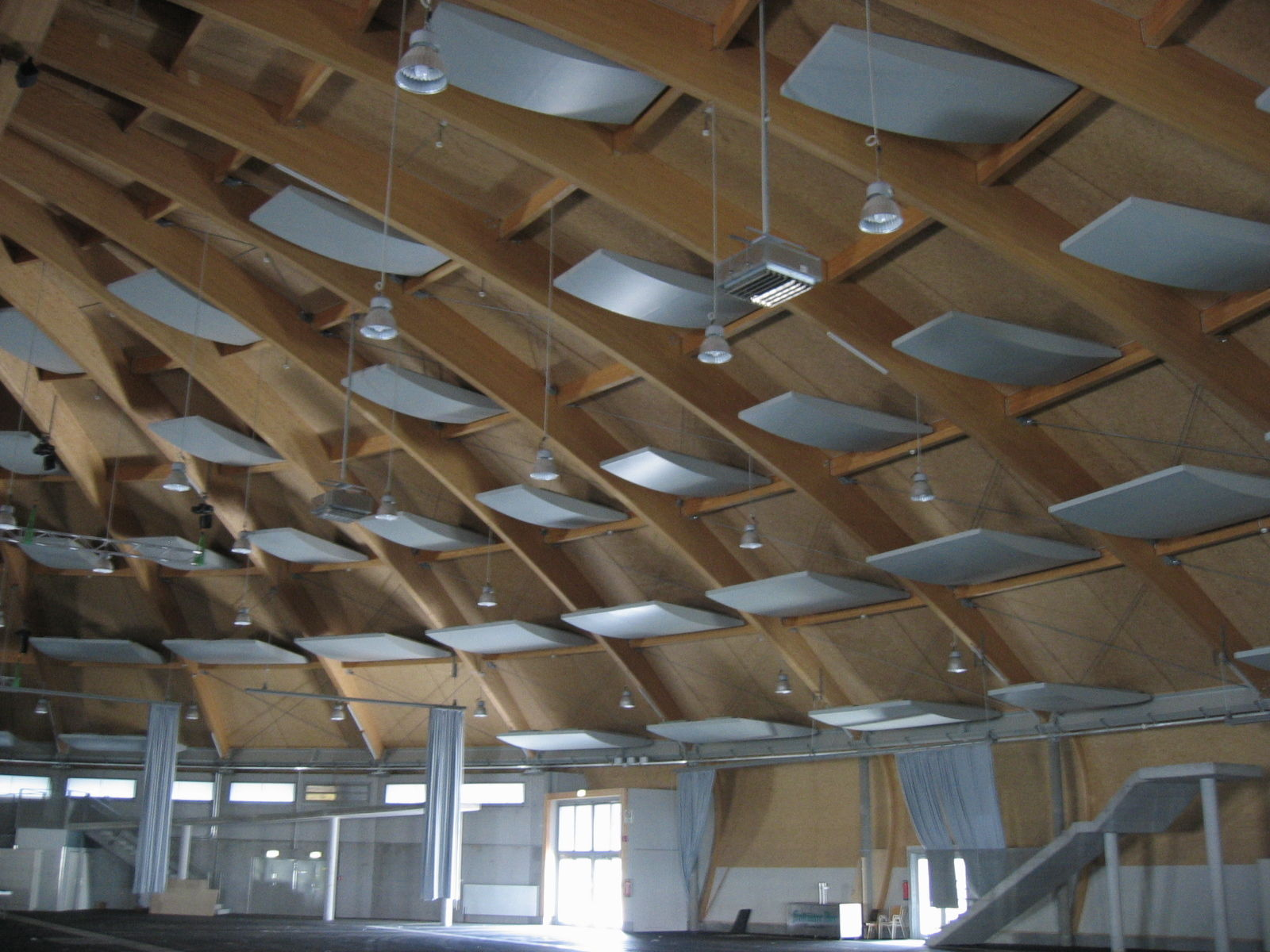
Messehalle – Innenansicht

Das Kernstück der Mühlviertler Messe war die 2003 errichtete Messehalle (H1 im Übersichtsplan). Die ovale Halle, die gänzlich in Holzbauweise errichtet wurde, bietet auf 3173 Quadratmetern bis zu 6000 Stehplätze oder 3000 Sitzplätze. Zusätzlich zum Messebetrieb finden dort weitere Ausstellungen, Bälle und Musikveranstaltungen statt.

## Standort und Dauer
Das Messegelände befindet sich westlich der Linzer Straße (B 310) zwischen der Messehalle im Süden und der Volksschule bzw. dem Stifterplatz im Norden.

### Öffnungszeiten
Die Messe dauerte vier Tage, von Donnerstag bis Sonntag. Die Ausstellung war täglich von 9:00 bis 18:00 Uhr, der Vergnügungspark und der Gastro-Bereich war von 10:00 bis 1:00 Uhr des folgenden Tages geöffnet. Das Volksfest konnte bei freiem Eintritt besucht werden.